# Movimiento Bolivariano Revolucionario 200
Das Movimiento Bolivariano Revolucionario 200 (MBR-200; deutsch: Bolivarianische Revolutionsbewegung) war eine subversive Bewegung in Venezuela, die vom damaligen Oberstleutnant Hugo Chávez während der Gedächtnisfeier zum 200. Geburtstag von Simón Bolívar 1983 aus dem Ejército Bolivariano Revolucionario 200 (EBR-200; deutsch: Bolivarianische Revolutionsarmee) umgewandelt wurde. Weitere Gründungsmitglieder waren die Offiziere Felipe Acosta, Jesús Urdaneta und Raúl Baduel.
Nachdem sich weitere Offiziere und Unteroffiziere angeschlossen hatten, führte Chávez das MBR-200 am 4. Februar 1992 zum Putsch gegen den sozialdemokratischen Präsidenten Carlos Andrés Pérez, dessen rigoroses Sparprogramm in Teilen der Bevölkerung Unmut hervorgerufen hatte (siehe auch Caracazo). Er wurde jedoch nach zwölf Stunden niedergeschlagen. Am 27. November 1992 erfolgte ein zweiter Putschversuch, der vom MBR-200 ebenfalls unterstützt wurde. 
1997 ging das Movimiento Bolivariano Revolucionario 200 in das Movimiento V República (MVR) über, obwohl einige neue Organisationen den Namen (MBR-200) noch weiterführten.
Insgesamt veröffentlichte das MBR-200 drei Dokumente, die die Grundlagen für Chavez Kurs waren: Das blaue Buch, das Nationale Projekt Simon Bolivar und Wege, um aus dem Labyrinth zu kommen.  Hieraus bildete sich auch das Fundament zu der Mission Mercal heraus, hierbei sollte unter anderem „das immense Haushaltsdefizit reduziert werden“.

## Weiterführende Literatur
- Angela Zago: La Rebelión de los Angeles, Kapitel La historia del MBR-200. Fuentes, 1992; 4. Aufl. Warp Ediciones, 1998.